# Arnold Dietrich Schröder

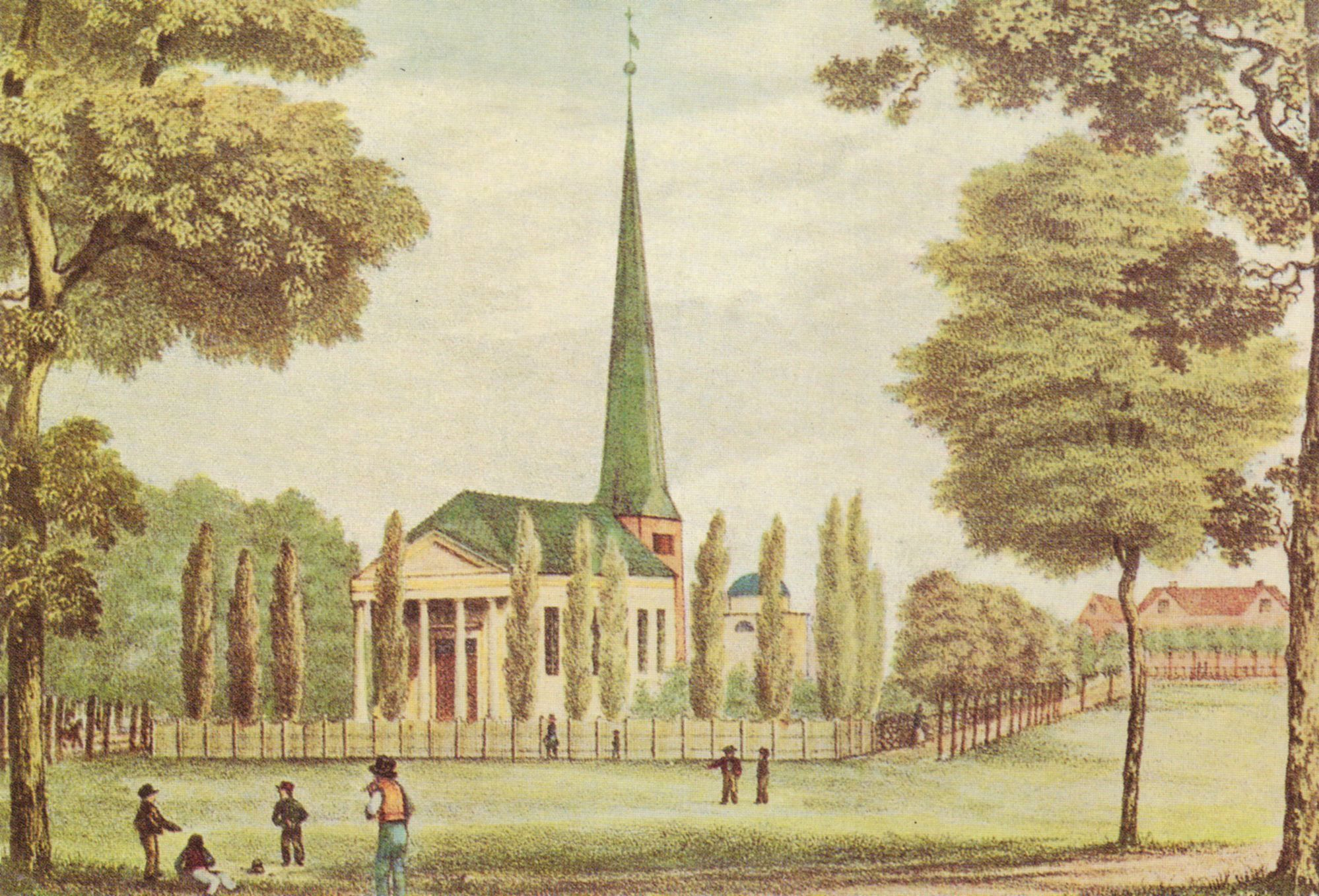
Wandsbeker Christuskirche während Schröders Dienstzeit

Jacob Arnold Dietrich Schröder (* 19. Februar 1770 in Neumünster; † 16. Juni 1831 in Wandsbek) war ein deutscher, evangelisch-lutherischer Pastor.
Schröder war Pastor der Christuskirche in Wandsbek, zu deren Kirchengemeinde auch Matthias Claudius gehörte. Er betrieb in Wandsbek eine Pensionsanstalt. Zu seinen Schülern zählten Carl Wilhelm Asher und William Lindley.
In zweiter Ehe heiratete er am 26. Oktober 1819 Caroline Rebekka (1784–1835), eine Tochter von Rebecca und Matthias Claudius. Sie hatten sieben große und ein kleines Kind; darunter Matthias Schröder; Andreas Theodor Albertus Schröder und Lilla Elise Schröder.
Lilla hatte 1828 den Wewelsflether Pastor Karl Gottfried Schmidt geheiratet und war auch bald verwitwet.
Er und seine Frau sind auf dem Historischen Friedhof Wandsbek am Schimmelmann-Mausoleum neben den Eheleuten Claudius bestattet.